# Ben Ferencz
Benjamin Berell Ferencz (Șomcuta Mare, 11 de março de 1920 – Boynton Beach, 7 de abril de 2023) foi um advogado americano nascido na Hungria. Ele foi um investigador de crimes de guerra nazistas após a Segunda Guerra Mundial e o promotor chefe do Exército dos Estados Unidos no Processo Einsatzgruppen, um dos doze julgamentos militares realizados pelas autoridades dos Estados Unidos em Nuremberga, Alemanha. Mais tarde, ele se tornou um defensor do estabelecimento de um estado de direito internacional e de um Tribunal Penal Internacional. De 1985 a 1996, foi professor adjunto de direito internacional na Universidade Pace.

## Biografia

### Início da vida, educação e serviço militar
Ferencz nasceu na Transilvânia, que fazia parte da Hungria na época. Alguns meses depois, foi cedido à Romênia sob o Tratado de Trianon (1920), resultado da Primeira Guerra Mundial. Quando Ferencz tinha dez meses, sua família emigrou para os Estados Unidos, que, segundo ele, deveriam evitar a perseguição dos judeus húngaros pelos romenos depois que eles ganharam o controle formal da Transilvânia. A família se estabeleceu em Nova York, onde moravam no Lower East Side, em Manhattan.

### Procurador de Nuremberga

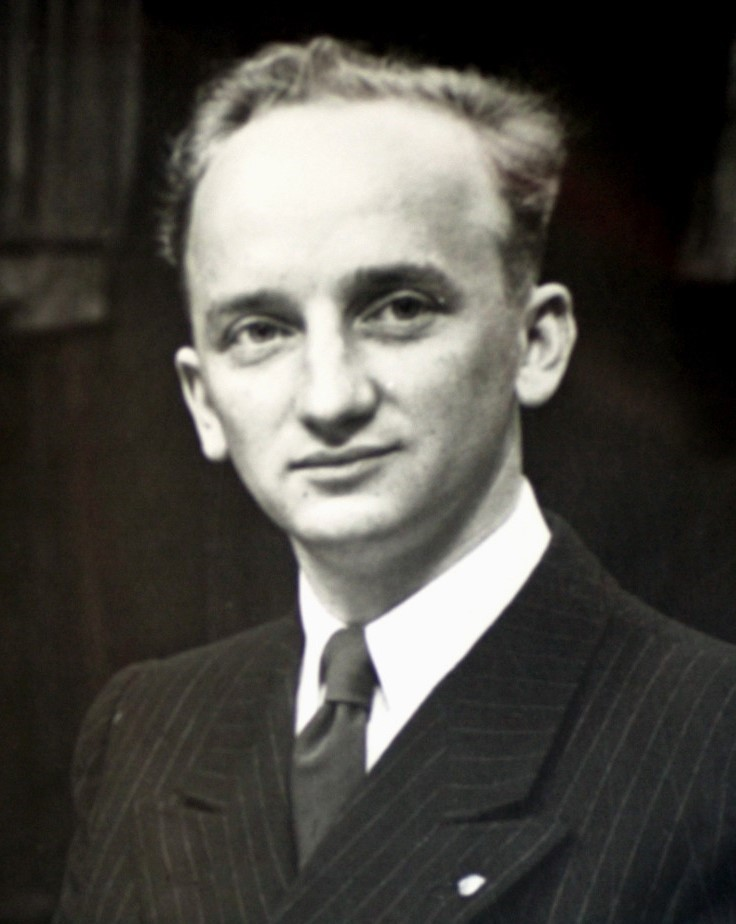
Benjamin Ferencz

No Natal de 1945, Ferencz foi dispensado do Exército com honra, com a patente de sargento. Ele voltou para Nova York, mas foi recrutado apenas algumas semanas depois para participar como promotor nos julgamentos subsequentes de Nuremberga na equipe jurídica de Telford Taylor. Taylor o nomeou promotor principal no caso Einsatzgruppen - o primeiro caso de Ferencz. Todos os 22 homens em julgamento foram condenados; 13 deles receberam sentenças de morte, das quais quatro foram executadas.
Em uma entrevista em 2005 para o The Washington Post, ele revelou algumas de suas atividades durante seu período na Alemanha, mostrando como eram diferentes as normas legais militares na época:
"Alguém que não estava lá nunca conseguiu entender como a situação era irreal ... Uma vez vi soldados espancarem um homem da Schutzstaffel e depois amarrá-lo à maca de aço de um crematório. Eles o deslizaram no forno, ligaram o fogo e o levaram de volta. Depois o colocaram de volta até que ele foi queimado vivo. Não fiz nada para detê-lo. Suponho que poderia ter brandido minha arma ou atirado no ar, mas não estava inclinado a fazê-lo. Isso faz de mim um cúmplice do assassinato?." 
"Você sabe como eu recebi declarações de testemunha? Eu entrava em uma vila onde, digamos, um piloto americano havia saltado de para-quedas e espancado até a morte e enfileirado todo mundo contra a parede. Então eu dizia: "Quem mentir será baleado no local". Nunca me ocorreu que declarações tomadas sob coação seriam inválidas."
Ferencz ficou na Alemanha após os Julgamentos de Nuremberga, junto com sua esposa Gertrude, com quem se casou em Nova York em 31 de março de 1946. Juntamente com Kurt May e outros, ele participou da criação de programas de reparação e reabilitação para as vítimas de perseguições pelos nazistas e também participou das negociações que levaram ao Acordo de Reparações entre Israel e a Alemanha Ocidental assinado em 10 de setembro de 1952 e a primeira lei de restituição alemã em 1953. Em 1956, a família - eles tinham quatro filhos até então - retornou aos EUA, onde Ferencz ingressou na advocacia privada como parceiro de Telford Taylor. 

### Papel na formação do Tribunal Penal Internacional
As experiências logo após a Segunda Guerra Mundial deixaram uma marca definitiva em Ferencz. Depois de 13 anos, e sob a impressão dos acontecimentos da Guerra do Vietnã, Ferencz deixou a advocacia privada e, a partir de então, trabalhou para a instituição de um Tribunal Penal Internacional que serviria como a instância mais alta do mundo em questões de crimes contra a humanidade e crimes de guerra. Ele também publicou vários livros sobre esse assunto. Já em seu primeiro livro publicado em 1975, intitulado "Defining International Aggression-The Search for World Peace", ele defendeu o estabelecimento de um tribunal internacional. De 1985 a 1996, Ferencz também trabalhou como professor adjunto de direito internacional na Universidade Pace em White Plains, Nova York.
De fato, um Tribunal Penal Internacional foi estabelecido em 1º de julho de 2002, quando o Estatuto de Roma do Tribunal Penal Internacional entrou em vigor. Sob o governo Bush, os EUA assinaram o tratado, mas não o ratificaram. A administração de George W. Bush concluiu um grande número de acordos bilaterais com outros estados que excluiriam os cidadãos dos EUA de serem apresentados ao Tribunal Penal Internacional.
Ferencz argumentou repetidamente contra esse procedimento e sugeriu que os EUA se unissem ao TPI sem reservas, pois era um estado de direito estabelecido há muito tempo que "a lei deve aplicar-se igualmente a todos", também em um contexto internacional.  Nesse sentido, ele sugeriu em uma entrevista concedida em 25 de agosto de 2006, que não apenas Saddam Hussein fosse julgado, mas também George W. Bush, porque a Guerra do Iraque havia sido iniciada pelos EUA sem permissão do Conselho de Segurança da ONU.   Em 2013, Ferencz afirmou mais uma vez que o "uso da força armada para obter um objetivo político deveria ser condenado como crime internacional e nacional".

### Últimos anos e morte
Em 2009, Ferencz recebeu o Prêmio Erasmus, juntamente com Antonio Cassese; o prêmio é concedido a indivíduos ou instituições que fizeram contribuições notáveis à cultura, sociedade ou ciência social européia.
Em 3 de maio de 2011, dois dias após a morte de Osama bin Laden, o jornal The New York Times, publicou uma carta de Ferencz que argumentava que "a execução ilegal e injustificada - mesmo de suspeitos de assassinato em massa - prejudica a democracia". Também naquele ano, ele apresentou uma declaração final no julgamento de Thomas Lubanga Dyilo em Uganda.
Em 16 de março de 2012, Ferencz, em outra carta ao editor do New York Times, saudou a condenação de Thomas Lubanga pelo Tribunal Penal Internacional como "um marco na evolução do direito penal internacional".
Em 7 de maio de 2017, Ferencz foi entrevistado no 60 Minutes da CBS.
Em 2018, Ferencz foi objeto de um documentário sobre sua vida, Prosecuting Evil, do diretor Barry Avrich, que foi disponibilizado na Netflix. Também nesse ano, participou do documentário The Accountant of Auschwitz, dirigido por Matthew Shoychet.
Em 16 de janeiro de 2020, o New York Times publicou a carta de Ferencz denunciando o assassinato do general iraniano Qassem Soleimani, sem nome na carta, como uma "ação imoral [e] uma clara violação do direito nacional e internacional".
Ferencz completou cem anos em março de 2020.
Ferencz morreu em 7 de abril de 2023 em Boynton Beach.

### Homenagem
Em abril de 2017, o município de Haia anunciou que a cidade honraria Benjamin Ferencz, nomeando a rua ao lado do Palácio da Paz em sua homenagem como "uma das figuras da justiça internacional". A vice-prefeita da cidade, Saskia Bruines, viajou para Washington para apresentar simbolicamente a placa de rua a Ferencz.

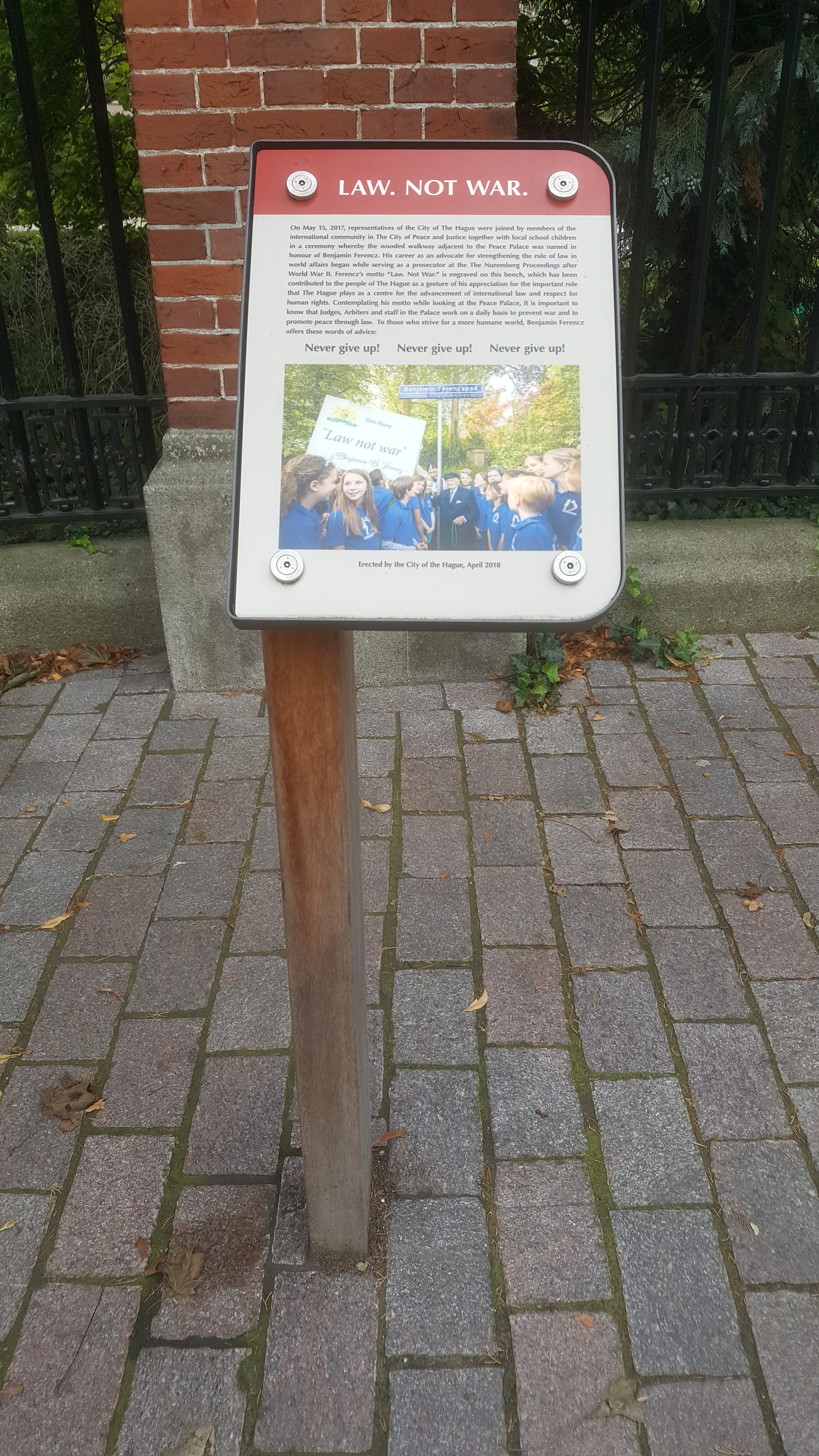
Homenagem a Ben Ferecz no Palácio da Paz, em Haia na Holanda.